# Nová Bošáca
Nová Bošáca este o comună slovacă, aflată în districtul Nové Mesto nad Váhom din regiunea Trenčín. Localitatea se află la altitudinea de 302 m deasupra n.m., se întinde pe o suprafață de 33,44 km2 și în 2017 număra 1.070 de locuitori.

## Demografie
| An:                | 1994 | 2004   | 2014   | 2024   |
| ------------------ | ---- | ------ | ------ | ------ |
| Număr de persoane: | 1261 | 1192   | 1106   | 1001   |
| Diferență:         |      | −5,47% | −7,21% | −9,49% |

| An:                | 2023 | 2024   |
| ------------------ | ---- | ------ |
| Număr de persoane: | 1015 | 1001   |
| Diferență:         |      | −1,37% |